# Даніло Росафіо
Даніло Росафіо (16 серпня 2001) — кенійський плавець.
Учасник Олімпійських Ігор 2020 року, де в попередніх запливах на дистанції 100 метрів вільним стилем посів 56-те місце і не потрапив до півфіналів.